# Réseaux IP Européens
Réseaux IP Européens, skr. RIPE, fr. Europejska Sieć IP – stowarzyszenie zajmujące się rozwojem Internetu, otwarte dla wszystkich zainteresowanych. Zadaniem stowarzyszenia jest administracyjna i techniczna koordynacja zadań i prac związanych z rozwojem i utrzymaniem Internetu. Nie ma formalnego członkostwa w RIPE, każdy zainteresowany pracami RIPE może uczestniczyć w nich przez listy dyskusyjne. Dwa razy do roku odbywają się spotkania (RIPE Meetings), jedno z reguły w siedzibie RIPE, czyli Amsterdamie, drugie gdzieś na terenie objętym opieką przez RIPE NCC.
RIPE NCC (RIPE Network Coordination Centre), które bywa mylone z samym RIPE, jest osobną organizacją zajmującą się zarządzaniem zasobami internetowymi (adresy IPv4, IPv6, numery AS) w regionie Europy, Bliskiego Wschodu i części Azji.